# Castillo de Valacloche
El castillo de Valacloche se encuentra en el municipio de Valacloche, provincia de Teruel (Comunidad Autónoma de Aragón, España).
Se trata de un castillo roquero de origen estratégico-militar del siglo XIII, en la actualidad en estado de ruina absoluta, declarado –sin embargo- Bien de Interés Cultural por el Gobierno de Aragón, catalogado como bien Inmueble.

## Historia
Existen escasas noticias históricas de este notable castillo del siglo XIII. Se conoce, sin embargo, que la historia bajo-medieval de Valacloche está unida a la de Villel, villa de la que fue aldea, junto con Cascante del Río, Cuevas de Eva (presuntamente, Riodeva), Libros, Tramacastiel y Villastar:

«La afirmación se sustenta en la donación hecha por Alfonso II de Aragón (1164-1196) del castillo y villa de Villel, que incluía sus aldeas, términos y pertenencias a la Orden de Monte Gaudio (también, Orden de Alfambra), en 1187. A finales de la década siguiente (en 1196), la Orden de Monte Gaudio se fusionó a la del Temple, siendo este el momento en que Villel y sus aldeas pasan a los templarios».
Libros, pueblo de Teruel, Alfredo Sánchez Garzón

Respecto a la posesión de la tierra en la zona sur de Aragón, se sabe también que a finales de la misma centuria Valacloche pertenecía a la nobleza laica del Reino (al igual que Alobras, Tormón, Tramacastiel, El Cuervo, Veguillas de la Sierra, Cascante del Río, Gea de Albarracín y Manzanera), primero estuvo en manos de los Ruiz de Castellblanque, pasando después a sus sucesores, los Heredia de Mora de Rubielos.- Posteriormente pasó a la Comunidad de Aldeas de Teruel, tras su conquista por el Juez de Teruel Martín Garcés de Marcilla, en 1319. Dicha posesión fue confirmada por Pedro IV de Aragón en 1361.
Según el Fogaje de Fernando el Católico, que tuvo lugar a finales del siglo XVI (1495), Valacloche se hallaba en la Sobrecollida de Teruel-Albarracín, continuaba siendo villa de señorío y censaba 15 fuegos (67 habitantes).

## Ubicación y descripción
Situado en una zona muy abrupta, en el extremo norocccidental del cerro sobre cuya ladera baja asienta la población de Valacloche, «encaramado sobre una montaña bastante escarpada», a cuyos pies discurre el río Camarena y la carretera de Villel a Camarena de la Sierra, TE-V-6013. Ha sido descrito por Guitart Aparicio (1987) en los siguientes términos:

«Nada pequeño, y de arrogante aspecto, es de planta alargada, con un muro de mampostería que termina en un torreón cilíndrico por un extremo, y en otro cuadrado muy arruinado, por el otro. En su zona central se eleva otra torre, rectangular, que debió ser la principal y hoy yace medio caída».
Los castillos turolenses, Cristóbal Guitart Aparicio

Propiamente, se trata de un castillo roquero estratégico-militar, de planta alargada, orientado de este-oeste, y varios niveles, adaptado al terreno. No obstante su precario estado de conservación –absolutamente abandonado- se conservan restos de un torreón cuadrangular situado al este, unido por un lienzo de muralla de mampostería con otro situado en posición central de base rectangular, que pudo corresponder a la Torre del homenaje –de unos siete metros de altura, y que ha perdido el remate y parte de sus muros-, conservando no obstante restos del nacimiento de la bóveda de una planta superior. 
Dicho torreón central se une a otro circular dispuesto en el extremo noroccidental mediante dos tramos de muralla: uno de mampostería ordinaria tomado con argamasa de cal y otro de mampostería encarada burdamente labrada. Se trata del muro septentrional del castillo, el único que se conserva, mide unos cincuenta metros de longitud y posee varas saeteras. El torreón circular del extremo noroccidental se halla en bastante buen estado, aunque ha perdido altura.
El castillo tiene un origen estrictamente militar y defensivo, controlando el paso del río Camarena. Desde su cima pueden observarse estupendas vista panorámicas de Valacloche y su entorno, hasta la vecina población de Cubla, que se halla en posición septentrional respecto del castillo. Losantos Salvador (2010) lo describe en estos términos:

«Desde los restos de sus torreones la vega del río adquiere un verdor hondo y telúrico. La mirada se extiende por una inmensidad sobrecogedora: al este, el alto monte de San Pablo (1.800 m), antesala de Javalambre; al sur, la ermita de Santa Bárbara, del vecino pueblo de Cascante; y por el poniente el telón de fondo de la sierra de Albarracín. Frente al castillo, carrascales y pinares se disputan la serranía, y cogen manantiales frescos y generosos, como la fuente El Catalán. Por detrás del castillo, hacia el norte, aguzando la vista desde las aspilleras, Cubla descansa, más allá del sabinar, sobre el último cerro. Y al pie del castillo, el apiñado caserío de Valacloche –valle de la cruz– recibe las aguas de la fuente de San Antonio».
Pueblo a pueblo: viaje a la Comunidad de Teruel, Antonio Losantos Salvador

## Catalogación
El Castillo de Valacloche está inscrito en el Registro Aragonés de Bienes de Interés Cultural al estar incluido dentro de la relación de castillos considerados Bienes de Interés Cultural, en virtud de lo dispuesto en la disposición adicional segunda de la Ley 3/1999, de 10 de marzo, del Patrimonio Cultural Aragonés. Este listado fue publicado en el Boletín Oficial de Aragón del 22 de mayo de 2006.